# Year of the Snitch
Year of the Snitch é o sexto álbum de estúdio do grupo de hip hop experimental Death Grips, lançado em 22 de junho de 2018 pela Third Worlds e a Harvest Records .

## História
Com o lançamento de Steroids (Crouching Tiger Hidden Gabber Megamix), Death Grips anunciou um novo álbum de Death Grips. A banda compartilhou, em suas redes sociais, que estava trabalhando no álbum com novos colaboradores, incluindo o músico experimental australiano Lucas Abela, o diretor de cinema neozelandês Andrew Adamson e Justin Chancellor, baixista da banda de rock progressivo Tool.
A banda postou uma imagem em preto e branco do texto "Year of the Snitch - novo álbum em breve..." em sua página oficial em 22 de março de 2018. Death Grips compartilhou a arte do álbum Year of the Snitch em 6 de abril de 2018. O site da gravadora Third Worlds também foi atualizado com essas informações.
A lista de faixas do álbum foi divulgada em 11 de abril, por meio de um vídeo postado nas redes sociais e no canal da banda no YouTube . O vídeo consistia em nomes de faixas sendo enviados via SMS para o usuário de um iPhone por meio de um gravador de tela, enquanto vídeos curtos eram reproduzidos em primeiro plano. Acompanhando os diferentes toques, os vocais gritados do vocalista da banda, MC Ride, podem ser ouvidos, vindos da última faixa do álbum, "Disappointed".
Death Grips carregou um videoclipe para a faixa "Streaky" em seu canal do YouTube em 5 de maio de 2018, como o primeiro single do álbum, seguido pela faixa "Black Paint" em 15 de maio, e o videoclipe do terceiro single do álbum, "<i>Flies</i>", em 22 de maio.
A banda postou um vídeo curto no Instagram em 23 de maio, apresentando DJ Swamp tocando em um toca-discos em um estúdio de gravação, com a legenda afirmando que "a maior parte de Year of the Snitch apresenta [ele]".
O quarto single, "Hahaha", foi carregado pela banda em sua página do YouTube em 7 de junho No mesmo dia, a data de lançamento do álbum foi anunciada como 22 de junho Um videoclipe para a faixa "Dilemma", com narração de Andrew Adamson, foi carregado no canal Death Grips no YouTube em 15 de junho Um quinto single, "Shitshow", foi carregado no YouTube dois dias depois. Três dias depois, em 20 de junho, o vídeo oficial de "Shitshow" foi lançado. Foi dirigido por Zach Hill e Galen Pehrson.

### Interpretações
A banda é famosa por invocar o infame serial killer e líder de seita Charles Manson, desde a aparição de um sample de sua voz na mixtape de estreia "Exmilitary". Antes do lançamento do álbum, o título "Year of the Snitch" foi especulado como uma referência ao 69º aniversário de Linda Kasabian, membro da Família Manson que se tornou testemunha-chave contra Charles Manson. Essa teoria é sustentada pela data de lançamento do álbum em 22 de junho, um dia após o aniversário de Kasabian, bem como pela quarta faixa "Linda's in Custody", que parece fazer alusão ao seu papel nos assassinatos de Tate-LeBianca.

## Recepção crítica
Year of the Snitch recebeu críticas geralmente favoráveis dos críticos. No Metacritic, que atribui uma classificação normalizada de 100 a críticas de publicações tradicionais, o álbum recebeu uma pontuação média de 69 em 100, com base em 8 críticas.  Em sua análise para a AllMusic, Rob Wacey afirmou que "nenhum de seus lançamentos é igual ao outro, e com Year of the Snitch, eles continuam a quebrar barreiras e expectativas. O disco é outro exemplo de verdadeira experimentação com seu som, juntamente com uma ética de trabalho intransigente e uma sede de originalidade." Escrevendo para o The Line of Best Fit, Steven Loftin chamou a banda de "uma das bandas mais emocionantes atualmente ativas" e descreveu o álbum como "empurrando todos os limites ao seu redor". Ian Cohen, da Pitchfork, chamou o álbum de "explosivo" e "divertido pra caramba", mas "faltando um alvo claro para dar-lhe significado".
Christopher R. Weingarten, da Rolling Stone, nomeou a música "Black Paint" como sua escolha de 2018 para a série "música do verão" da revista.

## Lista de faixas
| N.º            | Título                  | Duração |  |
| 1.             | "Death Grips Is Online" | 3:32    |  |
| 2.             | "Flies"                 | 2:33    |  |
| 3.             | "Black Paint"           | 3:49    |  |
| 4.             | "Linda's in Custody"    | 3:30    |  |
| 5.             | "The Horn Section"      | 1:32    |  |
| 6.             | "Hahaha"                | 3:35    |  |
| 7.             | "Shitshow"              | 1:45    |  |
| 8.             | "Streaky"               | 2:56    |  |
| 9.             | "Dilemma"               | 3:54    |  |
| 10.            | "Little Richard"        | 2:25    |  |
| 11.            | "The Fear"              | 3:21    |  |
| 12.            | "Outro"                 | 1:02    |  |
| 13.            | "Disappointed"          | 3:21    |  |
| Duração total: | Duração total:          | 37:15   |  |

Notas
- "Hahaha" foi grafado como "Ha Ha Ha" nas suas primeiras publicações, antes do lançamento do single.[21]

## Pessoal
- Stefan Burnett – vocais, letras
- Zach Hill – bateria, produção, vocais em "Little Richard", letras
- Andy Morin – teclados, produção, letras

Pessoal adicional
- DJ Swamp – toca-discos
- Andrew Adamson – narração em "Dilemma"
- Justin Chancellor – baixo em "Disappointed"[22]
- Juiz Yeldham – vidro em “Death Grips Is Online” e “Outro”

## Posições
| Posições (2018)                       | Posição de pico |
| US Billboard 200                      | 97              |
| US Top Alternative Albums (Billboard) | 10              |
| US Top Rock Albums (Billboard)        | 16              |
| ------------------------------------- | --------------- |